# Stadtgymnasium Halle

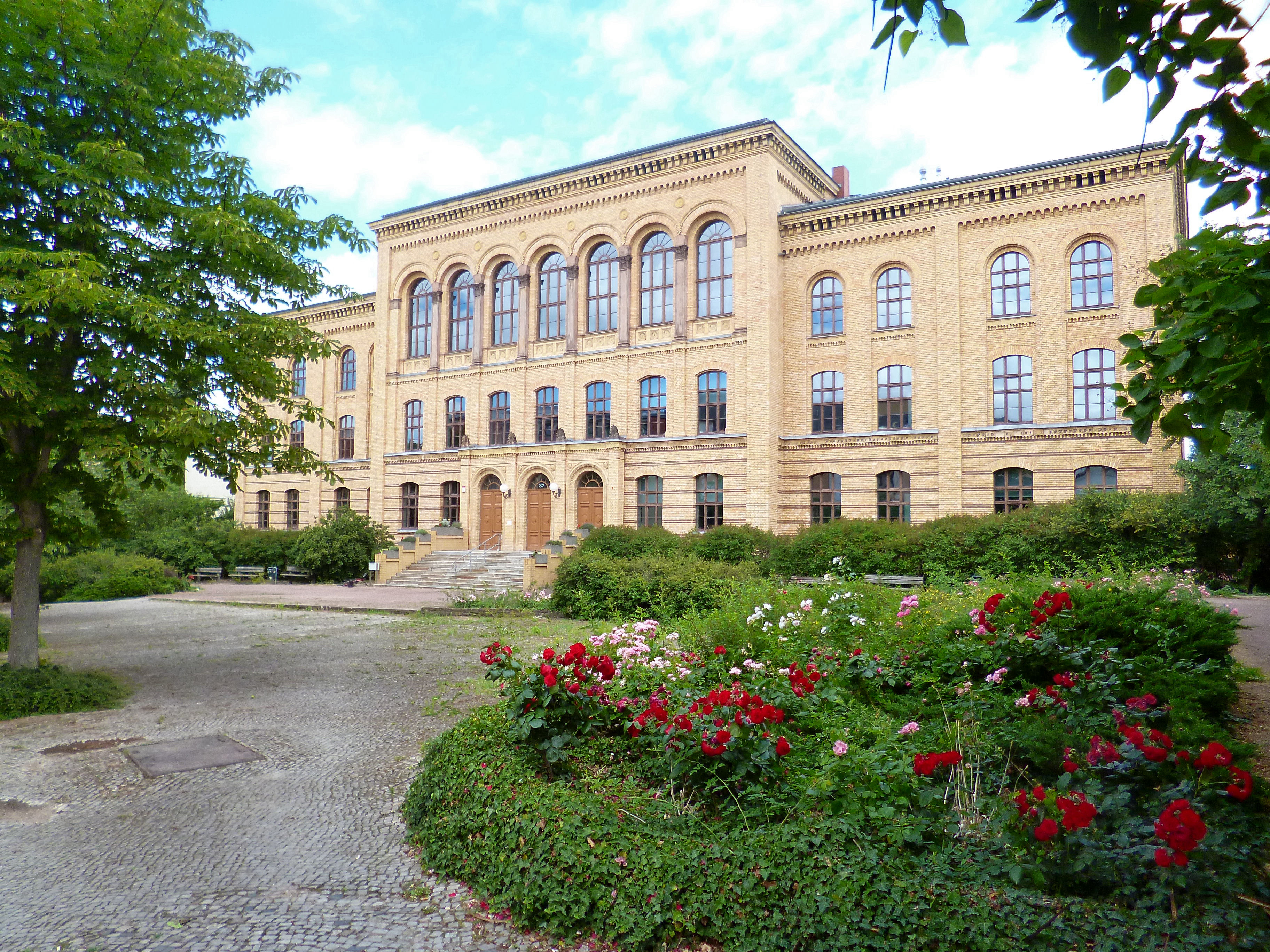
Ehemaliges Stadtgymnasium Halle

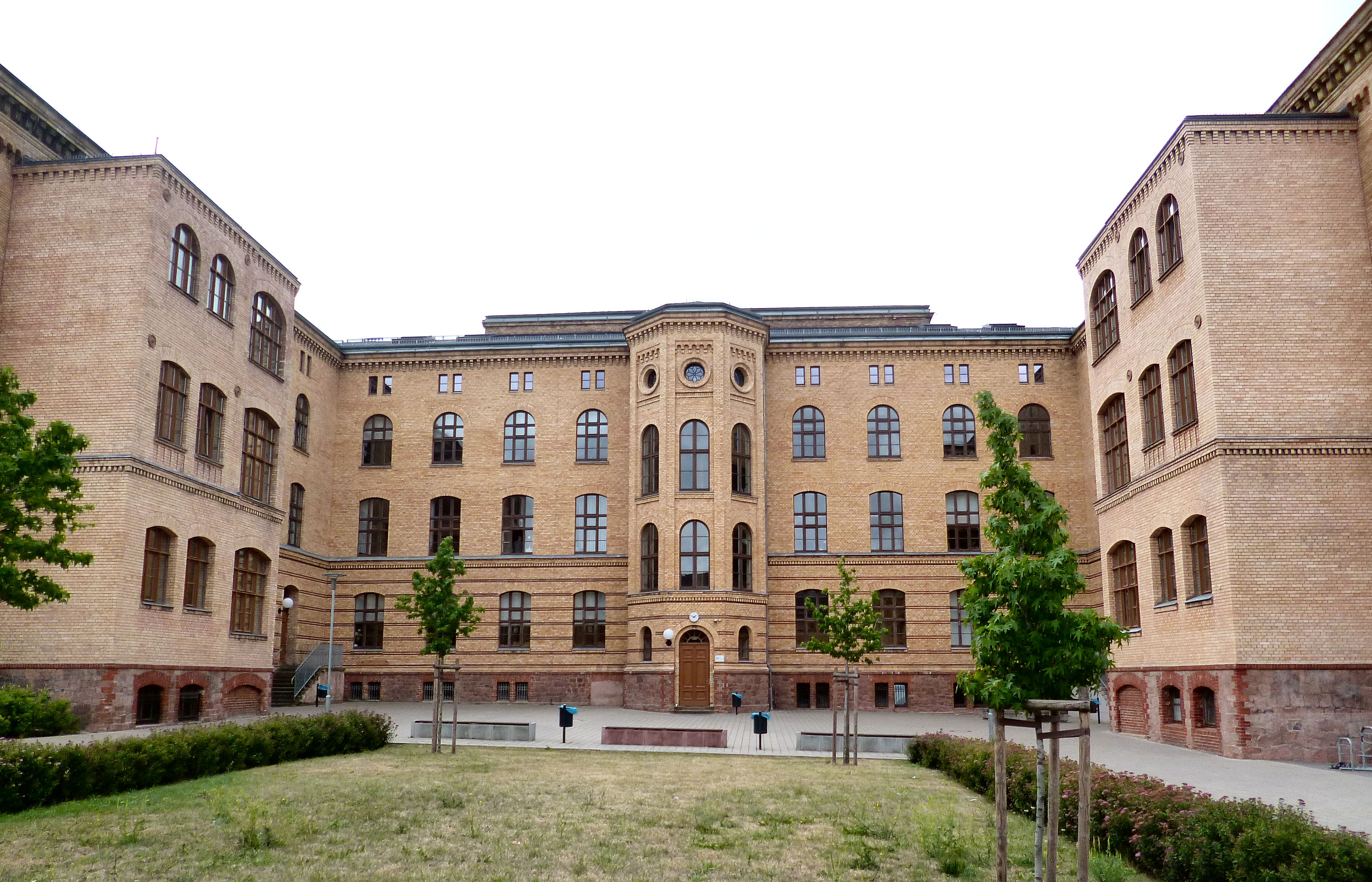
Hoffassade

Das Stadtgymnasium auf der Lucke wurde in den Jahren 1867/1868 in Halle (Saale) als Städtisches Gymnasium im Stil der Neorenaissance erbaut und war der erste große Schulbau der Stadt.  Seit 1998 befindet sich im Schulgebäude die Integrierte Gesamtschule Halle. Im Denkmalverzeichnis der Stadt Halle ist die Schule mit  der Erfassungsnummer 094 04538 verzeichnet.

## Standort
Das Gymnasium mit der damaligen Adresse Sophienstraße 11 (heute Adam-Kuckhoff-Straße 37) befindet sich im Stadtteil Nördliche Innenstadt innerhalb des Straßengevierts Adam-Kuckhoff-Straße, Luisenstraße, Ludwig-Stur-Straße und Johann-Andreas-Segner-Straße. Die Sophienstraße  wurde im Wesentlichen erst nach dem Bau des Stadtgymnasiums in den Jahren 1870 bis 1885  bebaut und weist eine weitgehend erhaltene spätklassizistische bis neubarocke Wohnbebauung auf. In unmittelbarer Nachbarschaft des Gymnasiums befindet sich die kurz zuvor in der Luisenstraße in den Jahren 1863/1864 erbaute Villa Heine.

## Baugeschichte
Bis zu ihrer Auflösung im Jahre 1808 existierten in Halle zwei städtische Gymnasien: Das 1565 gegründete lutherische Gymnasium und das 1711 eröffnete Reformierte Gymnasium, deren Schüler an die höheren Lehranstalten der Franckeschen Stiftungen verwiesen wurden.
Nachdem sich die Stadt Halle immer weiter gen Norden ausgebreitet hatte, waren die Franckeschen Stiftungen aufgrund der explodierenden Bevölkerungszahl und dem gewachsenen Bildungsbedarf der Hallenser völlig überlastet und konnten die gestiegenen Schülerzahlen nicht mehr bewältigen. Auch war der Schulweg aus den vornehmeren Wohnvierteln im Norden der Stadt zu den Franckeschen Stiftungen im Süden für die potentiellen Schüler zu weit.
Nachdem man 1861 eine Vorschule, die in den nächsten Jahren durch ein Progymnasium erweitert wurde und ebenfalls an der Sophienstraße lag, gegründet hatte, fasste man 1865 den Plan, Vorschule und Progymnasium zu einem vollwertigen und noch zu erbauenden Gymnasium umzugestalten.
Als Standort der Schule entschied man sich für das noch unbebaute und zum Teil sumpfige  Luckenfeld nordöstlich der Altstadt. Der Bankier Ludwig Lehmann, der reichste Mann der Stadt, hatte in den 1840er Jahren in weiser Voraussicht auf die zukünftige Stadtentwicklung ein großes Areal in diesem Gebiet aufgekauft. Die Hälfte seines Grundstücks mit einer Fläche von ca. 7500 m² stellte er der Stadt für den Schulneubau zur Verfügung, allerdings nicht völlig unentgeltlich, wie oft dargestellt. Die Stadt hatte laut des Vertrages vom 9. Januar 1865 neben dem Aufbringen eines Kaufgeldes von 1360 Talern, verschiedene Bedingungen zu erfüllen: so u. a. die Anlegung einer Straße, die Pflasterung der Bürgersteige, die Installation einer Straßenbeleuchtung. Die Stadt war damit zur Übernahme der gesamten Erschließungskosten des Baugeländes verpflichtet.
Architekten waren Karl Driesemann, seit 1869 der erste Stadtbaurat Halles und spätere Provinzial-Bauinspektor in Merseburg, der auch für den Westteil des heutigen Gebäudes der Leopoldina verantwortlich war, das zeitgleich als Logenhaus zu den drei Degen entstand, sowie der nachfolgende Hallenser Stadtbaurat Otto Karl Lohausen.
Am 17. Juni 1867 wurde der erste Stein gelegt und im Sommer 1868 war der Außenbau vollendet. Der Innenausbau war im September so weit gediehen, dass der Direktor und der Hausmeister in ihre Dienstwohnungen einziehen konnten.

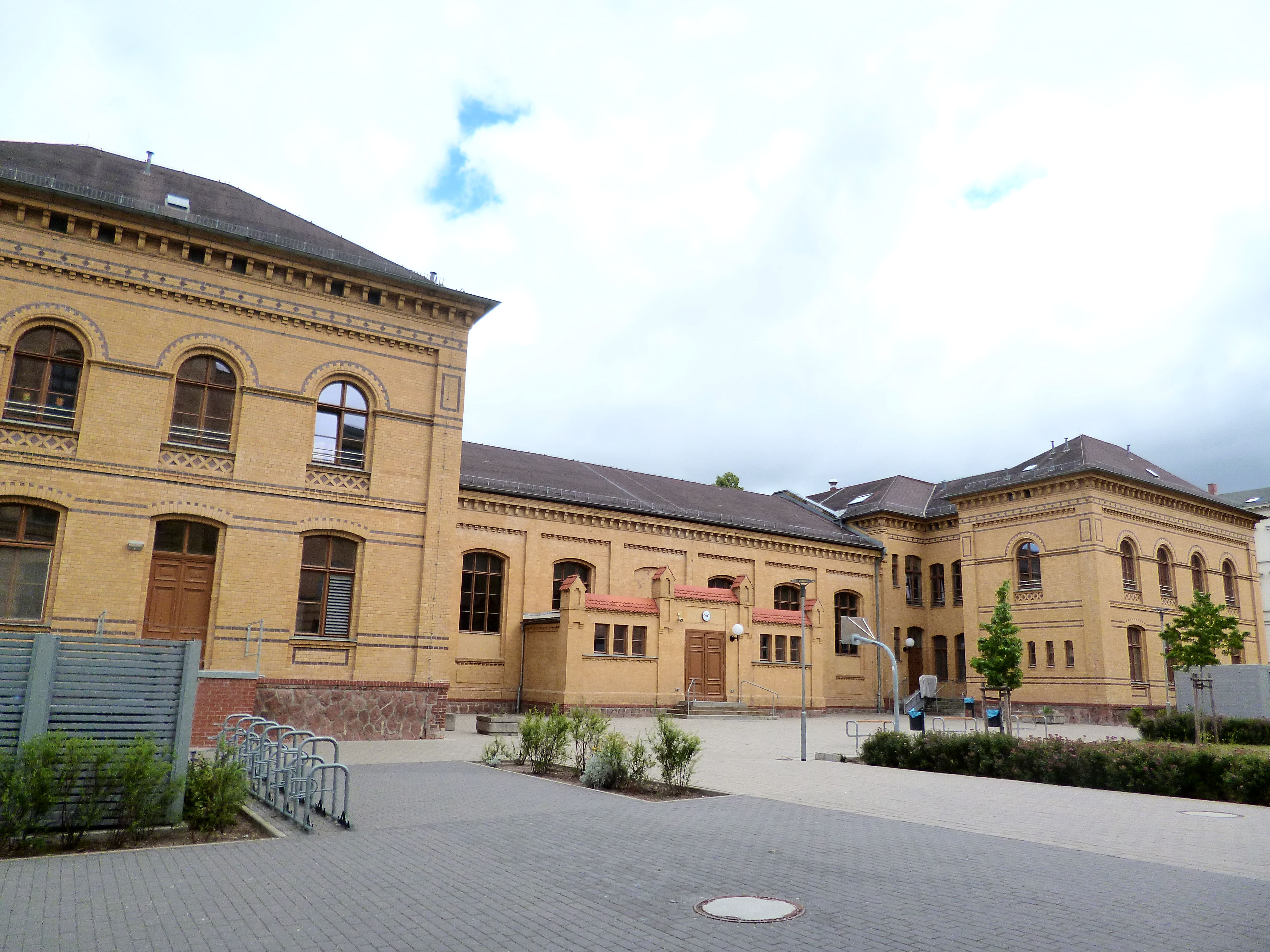
Turnhalle mit Seitenflügeln

## Architektur und Ausstattung
In der Formensprache italienischer Renaissancepaläste erbaut, besteht das monumentale U-förmige Gebäude aus drei Flügeln mit Innenhof sowie einem korrespondierenden Gebäude auf der gegenüberliegenden Hofseite, das 20 Jahre später hinzugefügt wurde und die Turnhalle beherbergt.
In den 1890 an die Turnhalle angefügten Seitenflügeln bzw. „Pavillons“ wurden zwei Direktorenwohnungen im Obergeschoss und Klassenräume im Erdgeschoss untergebracht. Damit war der Schulhof von vier Seiten umschlossen und der Gebäudekomplex erhielt seine heutige Form. Die überbaute Fläche beträgt 1632 m².
Die dreigeschossige Fassade der westlichen Eingangsseite ist dreigeteilt; ein siebenachsiger Mittelbau wird von vierachsigen Seitenteilen flankiert. Eine breite Freitreppe führt zum dreibogigen Eingang. Der Mittelbau hat besonderen Schmuckreichtum durch Pilastergliederungen, ornamentierte Brüstungen, Lisenen und Rundbogenfriese aufzuweisen.
Die Hoffassade wird betont durch einen polygonal hervortretenden Treppenbau, der an einen Wendelstein erinnert.
Neben 37 Klassenräumen erhielt der Bau einen Zeichensaal, eine Aula mit Orgel und zunächst eine, später zwei  Direktorenwohnungen. Der Zeichensaal nimmt im ersten Obergeschoss die mittleren sieben Achsen des Mittelbaus ein, während sich hinter den sieben großen Rundbogenfenstern des zweiten Obergeschosses die Aula verbirgt.
Das Abortgebäude stand ursprünglich frei im Hof. 1890 wurden neue Abortanlagen hofseitig an die Seitenflügel angebaut. Unter Stadtbaudirektor Carl Rehorst wurde 1903 schließlich eine Wasserspülung eingerichtet.
Zur Anlage der Schule ist auch der gärtnerisch gestaltete Vorplatz zur Adam-Kuckhoff-Straße zu rechnen, zu dem die Freitreppe führt.

## Nutzungsgeschichte
Mit einem feierlichen Akt wurde die Schule am 24. April 1868 durch den Direktor Otto Nasemann (1821–1895) eingeweiht. Gefeiert werden musste noch in der Aula des Volksschulhauses am Waisenhausring, weil die Gebäude der neuen Schule noch nicht endgültig fertiggestellt waren. Erst Ostern 1869 konnten die Schüler ihre neue Schule in Besitz nehmen. 1872 verließ der erste Abiturjahrgang das Gymnasium. Alle Prüflinge erhielten die Note „gut“, unter ihnen der spätere preußische Handelsminister Clemens von Delbrück.
In den ersten Jahrzehnten ihres Bestehens waren vorübergehend im Nordflügel – bis 1908 und 1913 eigene Schulen errichtet wurden – auch eine Oberrealschule und ein Reformrealgymnasium untergebracht.
Nach der Machtergreifung der Nationalsozialisten wurde das Gymnasium ab 1937 als Oberschule für Knaben unter dem Namen „Christian-Thomasius-Schule“ weitergeführt. Die letzten Schüler legten 1943 das Abitur ab.
Während des Zweiten Weltkrieges dienten die Gebäude auch als Lazarett und nach dem Krieg den Kindern der sowjetischen Garnison als Unterrichtsanstalt mit dem Namen „Friedrich-List-Schule“. Nachdem die Garnisonskinder 1969 eine neue Schule an der Heide beziehen konnten, wurden hier zwei Schulen untergebracht, und zwar die  POS I „Fritz Weineck“ und die POS II „Adam Kuckhoff“.
Nach der Wende und friedlichen Revolution in der DDR wurde im Jahr 1991 die alte Schultradition wieder aufgenommen und in den Gebäuden das „Christian-Thomasius-Gymnasium“ eingerichtet. 1998 musste das Gymnasium aus politischen Gründen (Gärtner, PDS) wieder schließen. Die Räume stellte man der Integrierten Gesamtschule zur Verfügung, die diese noch heute nutzt.

## Lehrer
- Gottfried Riehm, Gymnasiallehrer u. Fotograf
- Adolf Brieger, Altphilologe u. Gymnasiallehrer
- Johannes Rammelt, Pädagoge, Bibliothekar u. Politiker
- Oscar Grulich, klass. Philologe u. Bibliothekar
- Julius Opel (1829–1895), Pädagoge und Historiker

## Schüler
In alphabetischer Reihenfolge
- Max Apelt, Bürgermeister in Oederan, Mittweida und Peine
- Felix Bernstein, Mathematiker
- Karl August Wilhelm Bertram, Verwaltungsjurist und Politiker
- Max Consbruch, Altphilologe und Pädagoge
- Clemens von Delbrück, Verwaltungsjurist und Politiker
- Gottfried von Dryander, Verwaltungsjurist und Politiker
- Emil Fackenheim, Philosoph und Rabbiner
- Hans Fitting, Botaniker
- Otto Goetze, Chirurg, Hochschullehrer in Erlangen
- Georg Gravenhorst, Verwaltungsjurist u. Versicherungsmanager
- Theodor Grüneberg, Dermatologe und Hochschullehrer
- Paul Eduard Hartmann (1863–1914), preußischer Landrat
- Siegfried Hotzel, Pfarrer
- Paul Kilburger, Architekt
- Werner Kirchert, Arzt
- Otto Loening, Jurist und Politiker
- Rolf Maaß, Gewerkschafter
- Adolf Neidholdt, Oberbürgermeister von Zerbst
- Werner Oberst, Landrat in Merseburg, Torgau und Calau
- Karl Pallas, Pfarrer in Zwochau
- Josua Roedenbeck, Verwaltungsjurist
- Herbert Röller, Genetiker
- Willi Scharf, Geologe
- Gotthelf Friedrich von Schönberg, Verwaltungsjurist
- Hans-Siegfried Schuster, Geologe
- Hans Stieber, Dirigent, Komponist und Geiger
- Ludwig Storbeck, Gymnasiallehrer, Landeshistoriker der Altmark
- Walter von Trebra, Landrat in Ostpreußen
- Wilhelm Ule, Geograph
- Hans Wehr, Arabist
- Martin Wiegel, Landwirt, Minister in Sachsen-Anhalt